# Blepharella neglecta
Blepharella neglecta là một loài ruồi trong họ Tachinidae.